# Тхакараву (мурдханья)
Тхакараву (канн. ಠಕಾರವು) — тха, буква слогового алфавита каннада, обозначает придыхательный ретрофлексный переднеязычный глухой взрывной согласный [ṭh], который без гласного а записывается с помощью диакритического знака ್: ಠ + ್ = ಠ್. Сочетания с другими гласными:
| ಅ | ಆ | ಇ | ಈ | ಉ | ಊ | ಋ | ೠ | ಎ | ಏ | ಐ | ಒ | ಓ | ಔ | ಅಂ | ಅಃ | — |
| - | - | - | - | - | - | - | - | - | - | - | - | - | - | - | - | - |
| ಠ | ಠಾ | ಠಿ | ಠೀ | ಠು | ಠೂ | ಠೃ | ಠೄ | ಠೆ | ಠೇ | ಠೈ | ಠೊ | ಠೋ | ಠೌ | ಠಂ | ಠಃ | ಠ್ |

В малаям передается кружком ഠ, в девангари буквой ठ. В тамильском передаётся диграфом ட்ஹ.
Сочетание с другими согласными передается подстрочным знаком ್ಠ , так, например, двойная тха записывается как ಠ + ್ + ಠ = ಠ + ್ಠ = ಠ್ಠ . Исключением является сочетание с буквой ರ, которая всегда записывается на втором месте: ರ + ಠ = ರ್ಠ .
Символ юникода — U+0CA0.